# SM UC-55
SM UC-55 – niemiecki podwodny stawiacz min z okresu I wojny światowej, jedna z 64 zbudowanych jednostek typu UC II. Zwodowany 2 sierpnia 1916 roku w stoczni Kaiserliche Werft w Gdańsku, został przyjęty do służby w Kaiserliche Marine 15 listopada 1916 roku. Włączony w skład 1. Flotylli U-Bootów Hochseeflotte, w trakcie służby operacyjnej okręt odbył sześć patroli bojowych, podczas których zatopił dziewięć statków o łącznej pojemności 12 988 BRT, a dwa statki o łącznej pojemności 5740 BRT i niszczyciel o wyporności 440 ton zostały uszkodzone. SM UC-55 został samozatopiony 29 września 1917 roku nieopodal Lerwick, po uszkodzeniach odniesionych w wyniku awarii podczas manewru zanurzenia.

## Projekt i budowa
Sukcesy pierwszych niemieckich podwodnych stawiaczy min typu UC I, a także niedostatki tej konstrukcji, skłoniły dowództwo Cesarskiej Marynarki Wojennej z admirałem von Tirpitzem na czele do działań mających na celu budowę nowego, znacznie większego i doskonalszego typu okrętów podwodnych. Opracowany latem 1915 roku projekt okrętu, oznaczonego później jako typ UC II, tworzony był równolegle z projektem przybrzeżnego torpedowego okrętu podwodnego typu UB II. Głównymi zmianami w stosunku do poprzedniej serii były: instalacja wyrzutni torpedowych i działa pokładowego, zwiększenie mocy i niezawodności siłowni, oraz wzrost prędkości i zasięgu jednostki, kosztem rezygnacji z możliwości łatwego transportu kolejowego (ze względu na powiększone rozmiary).
SM UC-55 zamówiony został 12 stycznia 1916 roku jako jednostka z III serii okrętów typu UC II (numer projektu 41, nadany przez Inspektorat U-Bootów), w ramach wojennego programu rozbudowy floty . Został zbudowany w stoczni Kaiserliche Werft w Gdańsku jako jeden z sześciu okrętów typu UC II zamówionych w tej wytwórni. UC-55 otrzymał numer stoczniowy 37 (Werk 37)  . Stępkę okrętu położono 25 lutego 1916 roku , a zwodowany został 2 sierpnia 1916 roku. Koszt budowy okrętu wyniósł 1 mln 935 tys. marek.

## Konstrukcja jednostki
SM UC-55 był średniej wielkości przybrzeżnym okrętem podwodnym o konstrukcji dwukadłubowej. Długość całkowita wynosiła 50,5 metra, szerokość 5,22 metra, a zanurzenie 3,61 metra . Wykonany ze stali kadłub sztywny miał 39,3 metra długości i 3,61 metra szerokości, a wysokość (od stępki do szczytu kiosku) wynosiła 7,46 metra . Wyporność w położeniu nawodnym wynosiła 415 ton, a w zanurzeniu 498 ton. Jednostka miała wysoki, ostry dziób przystosowany do przecinania sieci przeciwpodwodnych; do jej wnętrza prowadziły trzy luki: pierwszy przed kioskiem, drugi w kiosku, a ostatni w części rufowej, prowadzący do maszynowni . Cylindryczny kiosk miał średnicę 1,4 metra i wysokość 1,8 metra, obudowany był opływową osłoną . Okręt napędzany był na powierzchni przez dwa 6-cylindrowe, czterosuwowe silniki wysokoprężne Körting o łącznej mocy 600 KM, a pod wodą poruszał się dzięki dwóm silnikom elektrycznym BBC o łącznej mocy 620 KM . Dwa wały napędowe obracały dwie śruby wykonane z brązu manganowego (o średnicy 1,9 metra i skoku 0,9 metra) . Okręt osiągał prędkość 11,6 węzła na powierzchni i 7,3 węzła w zanurzeniu. Zasięg wynosił 9450 Mm przy prędkości 7 węzłów w położeniu nawodnym oraz 52 Mm przy prędkości 4 węzłów pod wodą. Zbiorniki mieściły 63 tony paliwa, a energia elektryczna magazynowana była w dwóch bateriach akumulatorów 26 MAS po 62 ogniwa, zlokalizowanych pod przednim i tylnym pomieszczeniem mieszkalnym załogi. Okręt miał siedem zewnętrznych zbiorników balastowych . Dopuszczalna głębokość zanurzenia wynosiła 50 metrów , a czas wykonania manewru zanurzenia 40 sekund.
Głównym uzbrojeniem okrętu było 18 min kotwicznych typu UC/200 w sześciu skośnych szybach minowych o średnicy 100 cm, usytuowanych w podwyższonej części dziobowej jeden za drugim w osi symetrii okrętu, pod kątem do tyłu (sposób stawiania – „pod siebie”). Układ ten powodował, że miny trzeba było stawiać na zaplanowanej przed rejsem głębokości, gdyż na morzu nie było do nich dostępu (co znacznie zmniejszało skuteczność okrętów). Wyposażenie uzupełniały dwie zewnętrzne wyrzutnie torped kalibru 500 mm (umiejscowione powyżej linii wodnej na dziobie, po obu stronach szybów minowych), jedna wewnętrzna wyrzutnia torped kal. 500 mm na rufie (z łącznym zapasem 7 torped) oraz umieszczone przed kioskiem działo pokładowe kal. 88 mm L/30, z zapasem amunicji wynoszącym 130 naboi . Okręt wyposażony był w dwa peryskopy Zeissa: wachtowy i bojowy oraz radiostację z podnoszonym masztem o wysokości 10 metrów. Wyposażenie uzupełniała kotwica grzybkowa o masie 272 kg .
Załoga okrętu składała się z 3 oficerów oraz 23 podoficerów i marynarzy.

## Służba
15 listopada 1916 roku SM UC-55 został przyjęty do służby w cesarskiej marynarce wojennej , a jego dowództwo objął kpt. mar. (niem. Kapitänleutnant) Karl Neureuther . Z dniem 1 lutego 1917 roku, rozkazem szefa sztabu admiralicji niemieckiej z 12 stycznia tego roku, U-Booty należące do czterech flotylli Hochseeflotte, Flotylli Flandria i Flotylli Pola rozpoczęły nieograniczoną wojnę podwodną. Po okresie szkolenia okręt został 15 lutego włączony w skład 1. Flotylli U-Bootów Hochseeflotte .
W dniach 3-15 marca 1917 roku U-Boot przeprowadził misję bojową, stawiając w rejonie Orkadów pięć zagród składających się łącznie z 18 min. 9 marca na postawionej nieopodal Kirkwall minie doznał uszkodzeń brytyjski niszczyciel HMS „Albacore” o wyporności 440 ton, a w wyniku eksplozji na jego pokładzie zginęło 18 marynarzy . 18 kwietnia okręt na tych samych wodach postawił kolejne dwie zagrody minowe. Nazajutrz na postawione przez UC-55 miny wszedł zbudowany w 1896 roku brytyjski drewniany żaglowiec z silnikiem pomocniczym „Bethlehem” o pojemności 379 BRT . Statek, płynący pod balastem z Calais do Grimsby, zatonął ze stratą jednego członka załogi  . 21 kwietnia załoga U-Boota odniosła kolejny sukces, topiąc przy pomocy wystrzelonej spod wody torpedy na południowy zachód od Mainland zbudowany w 1898 roku norweski parowiec „Gerda” (979 BRT), który płynął z ładunkiem koksu i wodorowęglanu sodu z North Shields do Skien (załoga ocalała) .
W maju 1917 roku UC-55 oraz pozostałe okręty wchodzące w skład 1. Flotylli (U-71, U-80, UC-29, UC-31, UC-33, UC-41, UC-42, UC-44, UC-45, UC-49, UC-50, UC-51, UC-75 i UC-77) postawiły wokół Wysp Brytyjskich 50 zagród minowych. 12 maja nowym dowódcą jednostki został por. mar. (niem. Oberleutnant zur See) Theodor Schultz, wcześniej dowodzący UB-34 i UC-28 . 28 maja na pozycji 50°00′N 7°00′W/50,000000 -7,000000 okręt zatrzymał i zatopił zbudowany w 1882 roku norweski bark „Asters” (1531 BRT), który płynął z Filadelfii do Hawru z ładunkiem oleju roślinnego i parafiny w beczkach . Następnego dnia 40 Mm na południowy zachód od Fastnet Rock (na pozycji 50°27′N 10°21′W/50,450000 -10,350000), UC-55 storpedował bez ostrzeżenia zbudowany w 1897 roku uzbrojony brytyjski parowiec „Clan Murray” (4835 BRT), który przewoził ładunek pszenicy z Port Pirie do Belfastu. Na zatopionym statku zginęło 64 członków załogi, a 3. oficer został wzięty do niewoli  . 30 maja więcej szczęścia miała załoga pochodzącego z 1901 roku brytyjskiego parowca „Fernley” o pojemności 3820 BRT, przewożącego cukier z Hawany do Cobh, który jedynie został uszkodzony w ataku torpedowym przeprowadzonym przez U-Boota na pozycji 51°35′N 10°40′W/51,583333 -10,666667 . 4 czerwca 70 Mm na północ od wyspy Foula UC-55 zatrzymał i zatopił zbudowany w 1880 roku norweski bark „Clara” (923 BRT), który płynął z Montevideo do Kopenhagi z ładunkiem zboża (nikt nie zginął) .
28 czerwca 1917 roku dowództwo jednostki objął por. mar. Horst Rühle von Lilienstern . Pierwszy sukces pod nowym dowództwem załoga U-Boota odniosła 4 lipca, gdy 50 Mm na południowy wschód od Hartlepool zatrzymano i następnie zatopiono zbudowany w 1881 roku szwedzki drewniany bark „Spekulation” o pojemności 291 BRT, który płynął z Kingston upon Hull do Moss z ładunkiem węgla . Dwa dni później 8 Mm na północny wschód od Hartlepool na postawioną przez UC-55 minę wszedł nowy, pochodzący z 1917 roku brytyjski parowiec „Flamma” (1920 BRT), który płynął pod balastem z Londynu do Newcastle upon Tyne (na pozycji 54°56′N 1°09′W/54,933333 -1,150000). Uszkodzony statek został osadzony na mieliźnie i później podniesiony, a na jego pokładzie nikt nie zginął . 12 lipca U-Boot przeprowadził skuteczny atak torpedowy na płynący w konwoju zbudowany w 1913 roku norweski parowiec „Balzac” o pojemności 1720 BRT, transportujący węgiel na trasie Newcastle upon Tyne – Kristiania. Trafiony statek zatonął bez strat w ludziach na pozycji 58°50′N 0°46′W/58,833333 -0,766667, a eskorta przeprowadziła kontratak za pomocą bomb głębinowych, nie uszkadzając jednak napastnika . Następnego dnia załoga okrętu podwodnego odniosła kolejny sukces, topiąc zbudowany w 1912 roku norweski trzymasztowy szkuner z pomocniczym napędem „Lai” (509 BRT), który płynął z ładunkiem węgla z North Shields do Kristianii. Do zdarzenia doszło 40 Mm na zachód od Egersund, a cała załoga przeżyła .
19 sierpnia na południowy zachód od Irlandii UC-55 storpedował bez ostrzeżenia zbudowany w 1900 roku uzbrojony brytyjski parowiec „Rosario” (1821 BRT), który przewoził rudę żelaza z Huelvy do Troon. Na zatopionym statku zginęło 20 członków załogi wraz z kapitanem, a do niewoli trafił artylerzysta  .
29 września 1917 roku U-Boot przebywał nieopodal Lerwick, kiedy został zaskoczony na powierzchni przez brytyjskie jednostki nawodne. Dowódca rozkazał zanurzyć okręt, jednak na skutek awarii urządzeń opadł on na głębokość 95 metrów, co spowodowało przecieki i zalanie baterii akumulatorów. W tej sytuacji por. mar. Horst Rühle von Lilienstern zarządził alarmowe wynurzenie, a następnie, po opuszczeniu jednostki przez większość załogi, wydał rozkaz samozatopienia poprzez odpalenie ładunków wybuchowych i otwarcie zaworów. Na okręcie, który zatonął o godzinie 14:15 na pozycji 60°02′N 1°02′W/60,033333 -1,033333, śmierć poniosło 11 osób, w tym dowódca i szef maszynowni (18 marynarzy zostało uratowanych i trafiło do niewoli) .

### Podsumowanie działalności bojowej
SM UC-55 odbył sześć misji bojowych, w wyniku których zatonęło dziewięć statków o łącznej pojemności 12 988 BRT, a dwa statki o łącznej pojemności 5740 BRT i niszczyciel o wyporności 440 ton zostały uszkodzone . Na pokładach zatopionych i uszkodzonych jednostek zginęły co najmniej 103 osoby, w tym 64 na brytyjskim parowcu „Clan Murray”  . Pełne zestawienie zadanych przez niego strat przedstawia poniższa tabela :
| Data             | Nazwa          | Państwo         | Tonaż       | Los jednostki |
| ---------------- | -------------- | --------------- | ----------- | ------------- |
| 9 marca 1917     | HMS „Albacore” | Royal Navy      | 440         | uszkodzony    |
| 19 kwietnia 1917 | „Bethlehem”    | Wielka Brytania | 379         | zatopiony     |
| 21 kwietnia 1917 | „Gerda”        | Norwegia        | 979         | zatopiony     |
| 28 maja 1917     | „Asters”       | Norwegia        | 1531        | zatopiony     |
| 29 maja 1917     | „Clan Murray”  | Wielka Brytania | 4835        | zatopiony     |
| 30 maja 1917     | „Fernley”      | Wielka Brytania | 3820        | uszkodzony    |
| 4 czerwca 1917   | „Clara”        | Norwegia        | 923         | zatopiony     |
| 8 lipca 1917     | „Spekulation”  | Szwecja         | 291         | zatopiony     |
| 10 lipca 1917    | „Flamma”       | Wielka Brytania | 1920        | uszkodzony    |
| 12 lipca 1917    | „Balzac”       | Norwegia        | 1720        | zatopiony     |
| 13 lipca 1917    | „Lai”          | Norwegia        | 509         | zatopiony     |
| 19 sierpnia 1917 | „Rosario”      | Wielka Brytania | 1821        | zatopiony     |
| RAZEM            | RAZEM          | zatopione:      | zatopione:  | 9             |
| RAZEM            | RAZEM          | uszkodzone:     | uszkodzone: | 3             |

## Odnalezienie wraku
Wrak zlokalizowany został w latach 80. XX wieku na głębokości ok. 110 metrów. Potwierdzono jego identyfikację w 2023 roku.